# Dichotomius depressicollis
Dichotomius depressicollis là một loài bọ cánh cứng trong họ Bọ hung (Scarabaeidae).